# Azaria, Anania e Misaele
Azaria, Anania e Misaele (in ebraico חנניה, עזריה ומישאל‎?, Hanania, Azaria vèMishaël), chiamati anche Abdenego, Shadrach e Mesach, sono tre personaggi biblici, la cui storia è narrata nel Libro di Daniele.

## Storia
Durante il terzo anno di regno di Ioiakim, Nabucodonosor II attaccò il regno di Giuda e deportò parte dei suoi abitanti; ordinò quindi al capo dei suoi funzionari di corte, Asfenaz, di condurgli dei giovani di Giuda di famiglia nobile e intelligenti, così che potessero essere educati nella lingua caldea e servire a corte. Tra questi ragazzi vi erano Azaria, Anania, Misaele e Daniele (che poi sarebbe diventato profeta); Asfenaz decise di cambiare loro il nome assegnandogliene uno caldeo, così "Daniele" divenne "Baltazzàr", "Azaria" divenne "Abdenego", "Anania" divenne "Shadrach" e "Misaele" divenne "Mesach".
Daniele, non volendo contaminarsi con i cibi caldei, ottenne da Asfenaz di poter mangiare, assieme ai suoi tre compagni, solo acqua e legumi per una settimana; dopo questo tempo, Asfenaz vide che i quattro erano più in carne di tutti gli altri, e acconsentì a dar loro solo legumi come chiedevano. Terminato il loro periodo di educazione, Asfenaz condusse tutti i giovani da Nabucodonosor, il quale trovò che Daniele, Azaria, Anania e Misaele erano più saggi e intelligenti non solo fra tutti i ragazzi, ma anche fra tutti i dotti del suo regno.

### Sogno di Nabucodonosor
Successivamente, Nabucodonosor fece un sogno che lo agitò terribilmente; chiese consiglio ai suoi dotti caldei, che però non seppero dargli spiegazioni. Furioso, ordinò che tutti gli studiosi del regno fossero messi a morte. Daniele, ricercato come tutti gli altri, convinse il capo delle guardie Arioch a condurlo dal re, e promise al re che, se gli avesse dato tempo, gli avrebbe spiegato il suo sogno. Nabucodonosor acconsentì, e Daniele, tornato a casa, spiegò la cosa ad Azaria, Anania e Misaele. I quattro giovani pregarono Dio di rivelare loro il significato del sogno per sfuggire alla morte, e Dio lo svelò a Daniele con una visione notturna. Ritornato dal re, gli svelò il significato del suo sogno; grato, il re fece Daniele governatore della provincia di Babilonia e, su sua richiesta, fece Azaria, Anania e Misaele amministratori di tale provincia.

### Fornace ardente

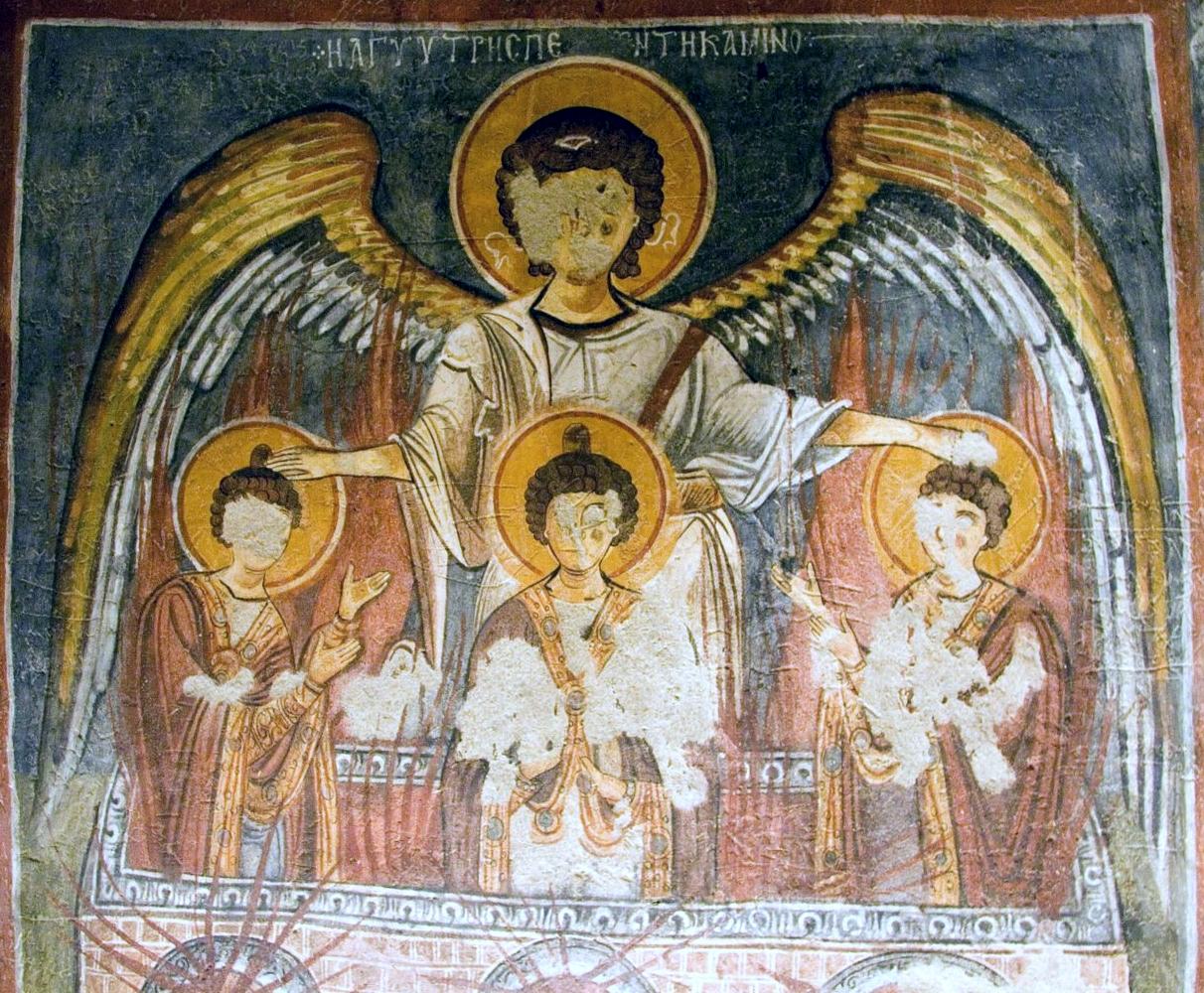
Affresco raffigurante i tre giovani con l'angelo nella fornace, nella Çarıklı Kilise ("Chiesa scura"), a Göreme, in Cappadocia

In seguito ancora, Nabucodonosor fece erigere una statua e ordinò che tutti i cittadini del suo regno dovevano prostrarsi e adorarla, pena essere gettati in una fornace ardente; alcuni cittadini andarono dunque dal re a informarlo che Azaria, Anania e Misaele non adoravano la statua. Fattili chiamare, Nabucodonosor chiese loro conto di quanto sentito, ed essi lo confermarono. Il re minacciò di gettarli nella fornace, al che i tre gli risposero che il loro Dio li avrebbe salvati, ma che se anche non l'avesse fatto, loro non avrebbero comunque adorato la sua statua. Nabucodonosor li fece immediatamente legare e gettare nella fornace: gli uomini del re che ve li avevano gettati rimasero subito uccisi dalle fiamme, mentre i tre giovani camminavano nel fuoco senza esserne colpiti, lodando e benedicendo il Signore. Ogni volta che qualche uomo del re attizzava il fuoco della fornace, rimaneva ucciso, mentre un angelo di Dio, che era sceso con Azaria, Anania e Misaele, allontanava da loro le fiamme e per loro nella fornace era come se "soffiasse un vento pieno di rugiada". Nabucodonosor, sgomento al vedere i tre giovani immuni al fuoco e soprattutto accompagnati da un quarto "simile nell'aspetto a un figlio di dèi", li fece uscire e benedisse a sua volta il loro Dio, decretando che chiunque avesse offeso il loro Dio sarebbe stato fatto a pezzi e la sua casa rasa al suolo.

## Influssi
I tre giovani furono ammessi alla corte del re Nabucodonosor in Sennaàr e iniziati allo studio della lingua dei Caldei (Daniele 1:1-5). Daniele ricevette il dono dell'interpretazione di sogni e visioni, che appartiene anche alla tradizione letteraria nota come parafrasi caldea.
Il Trattato sull'Apocalisse di Isaac Newton fece un uso costante della parafrasi caldea per l'interpretazione di sogni e visioni dei profeti e dell'apostolo Giovanni, notando la sua sovrapponibilità con le simbologie bibliche. La parafrasi caldea era considerata una fonte esegetica della Sacra Scrittura anche nell'Italia del settecento.